# Веровка (Новоград-Волынский район)
Веровка (укр. Вірівка) — село на Украине, основано в 1850 году, находится в Звягельском районе Житомирской области, возле реки Случь.
Население по переписи 2001 года составляет 113 человек. Почтовый индекс — 11722. Телефонный код — 4141. Занимает площадь 0,924 км².

## Адрес местного совета
11725, Житомирская обл., Звягельский р-н, с. Чижовка, ул. Шевченко, 9